# Caçu (ort)
Caçu är en ort i Brasilien.   Den ligger i kommunen Caçu och delstaten Goiás, i den södra delen av landet, 500 km sydväst om huvudstaden Brasília. Caçu ligger 482 meter över havet och antalet invånare är 10 098.
Terrängen runt Caçu är huvudsakligen platt. Caçu ligger nere i en dal. Runt Caçu är det mycket glesbefolkat, med 4 invånare per kvadratkilometer..
Omgivningarna runt Caçu är huvudsakligen savann.